# Дымчатая летяга
Дымчатая летяга (Pteromyscus pulverulentus) — вид из трибы летяги (Pteromyini), обитающий в Юго-Восточной Азии. Она живёт во влажных тропических лесах на Малайском полуострове, Суматре и Борнео и является единственным представителем рода Pteromyscus.

## Описание
Дымчатая летяга — белка-летяга средних размеров, её длина тела составляет примерно от 20 до 29 сантиметров, длины хвоста — от 17,7 до 24 сантиметров. Вес  от 134 до 315 г. Это примерно в два раза больше североамериканской белки-летяги (Glaucomys sabrinus). Окраска меха от дымчато-серой до коричневой или черной с белой рябью сверху, брюшко беловатое, горло желтоватое. Окраская хвоста по цвету соответствует шерсти на спинной стороне тела, нижняя сторона летательных перепонок и лицевая часть  светло-серого или серо-коричневого цвета, а край летательных перепонок желтовато-белый.

## Распространение
Дымчатая летяга обитает в влажных тропических лесах на Малайском полуострове от юга Таиланда до Малайзии, а также на Суматре и Борнео.

## Образ жизни
Об образе жизни животных имеется очень мало сведений. Как и другие белки-летяги, дымчатая летяга ведёт сумеречный или ночной  и  древесный образ жизни. Она строит гнёзда в дуплах или на ветвях высоких деревьев в нетронутом девственном лесу на высоте ниже 3000 метров над уровнем моря. Это вид всеяден, они питаются насекомыми, ягодами и семенами.
Размножение, вероятно, происходит в течение всего года с пиком в период с апреля по июнь, хотя поймано всего несколько беременных самок. В выводке  от одного до двух детенышей.

## Систематика
Дымчатая летяга рассматривается как единственный и самостоятельный вид в монотипическом роде  Pteromyscus. Научное первоописание было проведено Альбертом Гюнтером в 1873 году под названием «Sciuropterus pulverulentus», типовым экземпляром была особь с острова Пенанг из Малайзии. Род Pteromyscus был впервые выделен и описан в 1908 году британским зоологом Олдфилдом Томасом. Этот род возник в результате разделения рода Sciuropterus на несколько новых родов. Название Sciuropterus же стало позже рассматр иваться как младший синоним Pteromys.  В выделении новых родов летяг Томас использовал разные характеристики зубов этих животных, по которым можно было различать данные роды. Pteromyscus pulverulentus стал номенклатурным типом. В той же работе Томас описал новый вид Pteromyscus borneanus, который теперь считается подвидом дымчатой летяги. Aeromys, Belomys и Trogopterus, с которыми животные имеют много общих морфологических признаков.
Внутри вида выделяют два подвида:
- Pteromyscus pulverulentus pulverulentus (Günther, 1873), номинативный подвид, который обитает на Малайском полуострове, а также на Пенанге и Суматре.
- Pteromyscus pulverulentus borneanus {Thomas, 1908) обитает на северо-западе Борнео и отличается от номинативной формы более ярко-белой нижней стороной тела.

## Численность, угрозы и охрана
Дымчатая летяга классифицируется Международным союзом охраны природы и природных ресурсов (МСОП) как вид, находящийся под угрозой исчезновения. Это связано с резким сокращением численности, вероятно, превышающей 50% за последние несколько лет и быстро прогрессирующей потерей подходящих мест обитания в ареале этого вида. Вероятно, только две популяции могут быть оценены как находящиеся в безопасности: это популяция  в Национальном парке Кинабалу и еще на одной охраняемой территории поблизости. В субоптимальных и нарушенных местообитаниях на Малайском полуострове этот вид частично вытеснен индонезийской летягой (Iomys horsfieldii)
Утрата среды обитания из-за преобразования лесов в сельскохозяйственные угодья и лесозаготовок считаются основными источниками опасности для существования этого вида.